# Umor Dušana Jovanovića
Dušan Jovanović je bil 14-letni Rom iz Beograda v Srbiji, ki so ga ubili pripadniki gibanja skinheadov.
Mladeniča so našli na ulici, pred trgovino. Alkoholizirani najstniki so ga pretepli z sredstvi, kot so jih našli v okolici.Mediji so takrat poročali, da so po krajšem zasledovanju aretirali štiri mladoletne osebe in jih pridržali. Milan Čujić in Ištvan Fendrik, le tri leta starejša mladeniča od Dušana, sta bila obtožena in obsojena za umor Dušana Jovanovića. Trdila sta, da sta bila tistega dne pod vplivom alkohola in da je bil pretep vse, kar sta si želela, saj sta kaj takega že počela. Leta 1998 jih je beograjsko okrožno sodišče obsodilo na deset let zapora. 
Vsako leto v čast Dušanu Jovanoviću v Mirijevu poteka memorialni nogometni turnir , ki ga tradicionalno podpira Občina Zvezdara. V pričakovanju 26. obletnice umora leta 2023 so v Mirijevu poslikali stensko poslikavo z Dušanovo podobo in napisom »Spominjamo se Dušana! (1.8.1983 – 18.10.1997.)«.